# Stazione di Grandola ed Uniti
Stazione di Grandola ed Uniti vasútállomás Olaszországban, Lombardia régióban, Grandola ed Uniti településen.

## Vasútvonalak
Az állomást az alábbi vasútvonalak érintik:
- Menaggio–Porlezza-vasútvonal

## Kapcsolódó állomások
A vasútállomáshoz az alábbi állomások vannak a legközelebb:
- Stazione di Bene-Grona
- Stazione di Menaggio